# Entscheidungen des Reichsgerichts in Strafsachen
Bei den Entscheidungen des Reichsgerichts in Strafsachen handelt es sich um die vom Gericht selbst veranlasste und auf privatrechtlicher Grundlage veröffentlichte Sammlung der wichtigsten strafrechtlichen Entscheidungen des deutschen Reichsgerichts.

## Inhalt
Sie besteht aus 77 Bänden, die von 1880 bis 1944 erschienen sind und über 11.000 Entscheidungen auf etwa 36.000 Seiten umfassen. Im Jahr 2008 erschien bei Verlag Walter de Gruyter ein 78. Band, der diejenigen Entscheidungen enthält, die als zur Veröffentlichung vorgesehen gekennzeichnet waren, kriegsbedingt aber nicht mehr erschienen sind. In einer Rezension heißt es: „Es wirkt gespenstisch, wie dort »Recht« gesprochen wird, während weiterhin Tausende und Abertausende bei den Kriegskämpfen umkommen.“
Die häufig verwendete Bezeichnung ‚amtliche Sammlung‘ ist missverständlich. Die entsprechende Sammlung des vorherigen Preußischen Obertribunals trug den Zusatz „in amtlichem Auftrag“. Für die Entscheidungssammlungen des Reichsgerichts wurde bewusst auf einen solchen Zusatz verzichtet, um von vornherein eine mögliche Einflussnahme des Reichsjustizamtes auf die Veröffentlichungspraxis auszuschließen. Mit den RGSt konkurrierte die Sammlung der „Rechtsprechung des Reichsgerichts in Strafsachen“, herausgegeben von der Reichsanwaltschaft. Mit RGSt. 19 wurden beide Sammlungen vereinigt. 
Als Fundstellenangabe wird das Kürzel RGSt verwendet. Anschließend wird der Band, die Seite, auf der die betreffende Entscheidung beginnt, und gegebenenfalls die Seite, auf die man sich konkret bezieht, genannt. 
Beispiel für eine Fundstellenangabe
„RGSt 32, 165, 190“ bedeutet, dass sich auf eine Entscheidung in Band 32 der Sammlung bezogen wird, die auf Seite 165 beginnt (Stromdiebstahlsfall), und dass sich insbesondere auf die Seite 190 bezogen wird.
In der Tradition der RGSt steht die Sammlung mit den Entscheidungen des Bundesgerichtshofs in Strafsachen (BGHSt).
Privatrechtliche Entscheidungen wurden in den Entscheidungen des Reichsgerichts in Zivilsachen (RGZ) gesammelt.